# Liste der Baudenkmale in Hesel
Die Liste der Baudenkmale in Hesel enthält die nach dem Niedersächsischen Denkmalschutzgesetz geschützten Baudenkmale in der ostfriesischen Gemeinde Hesel.
Grundlage ist die veröffentlichte Denkmalliste des Landkreises (Stand: 25. Juli 2016).
Baudenkmale sind in Niedersachsen „im Sinne des Gesetzes Bodendenkmale, bewegliche Denkmale und Denkmale der Erdgeschichte.“

## Hesel
| Bild | Bezeichnung                                 | Lage                                                           | Beschreibung | Bauzeit                     | Eingetragen seit | Denkmal- nummer  |
| --- | ------------------------------------------- | -------------------------------------------------------------- | --- | --------------------------- | ---------------- | ---------------- |
| BW | Gulfhaus (Gulfhaus)                         | Hesel Alter Postweg 4 Flurstück: 030829-022-00038/015 Karte    | Gulfhaus (Gulfhaus) eingeschossiger Wohnteil mit Drempel. Gliederung durch Lisenen und Gesimse. Erbaut um 1910. Einzeldenkmal gemäß § 3.2 NDSchG | um 1910                     |                  | 45701000011      |
| weitere Bilder | Kirche, ev. (Liudgerikirche)                | Hesel Am Ehrenmal 4 Flurstück: 030829-028-00004/020 Karte      | Kirche, ev. (Liudgerikirche) mit: Friedhof; rechteckige Saalkirche mit breiten Rundbogenfenstern und hölzerner Segmentbogen-Tonne über klassizistischem Klötzchenfries. Erbaut 1742. Westturm 20. Jahrhundert; Bedeutung: historisch, wissenschaftlich, städtebaulich; wesentliche Begründung: 1.04 geschichtliche Bedeutung aufgrund des Zeugnis- und Schauwertes für Kultur- und Geistesgeschichte; konstituierender Bestandteil einer Gruppe gemäß § 3.3 NDSchG; in Gruppe baulicher Anlagen: 457010Gr0002                                              | 1742                        |                  | 457010.00016M001 |
| BW | Fabrikanlage (Hefe- und Spirituosenfabrik)  | Hesel An der Fabrik 3 Flurstück: 030829-024-00006/007 Karte    | Fabrikanlage (Hefe- und Spirituosenfabrik) mit: Mühle/Speicher, Büro, Nebengebäude; 2 1⁄2-geschossiger Ziegelbau mit Anbauten ebenfalls in Ziegel. Insgesamt schlichte, zeittypische Industriearchitektur mit erkennbarer Erhaltung der Funktionstrennung. Ende 19. Jahrhundert/1920er; Bedeutung: historisch; wesentliche Begründung: 1.11 geschichtliche Bedeutung aufgrund des Zeugnis- und Schauwertes für Wirtschafts- und Technikgeschichte; konstituierender Bestandteil einer Gruppe gemäß § 3.3 NDSchG; in Gruppe baulicher Anlagen: 457010Gr0003 | Ende 19. Jahrhundert/1920er |                  | 457010.00024M001 |
| BW | Dampfmaschine (Hefe- und Spirituosenfabrik) | Hesel An der Fabrik 3 Flurstück: 030829-024-00006/007 Karte    | Dampfmaschine (Hefe- und Spirituosenfabrik) Teil der Energiezentrale (Kesselhaus, Schornstein, Maschinenhaus). Erhaltene technische Ausstattung; liegende Einzylinder-Dampfmaschine der Fa. Borsig, Berlin. Um 1900. Bedeutung: historisch, wissenschaftlich; wesentliche Begründung: 1.11 geschichtliche Bedeutung aufgrund des Zeugnis- und Schauwertes für Wirtschafts- und Technikgeschichte; Gruppe gemäß § 3.3 NDSchG; in Gruppe baulicher Anlagen: 457010Gr0003                                                                                     | um 1900                     |                  | 45701000025      |
| BW | Wohn-/Wirtschaftsgebäude                    | Hesel Beningastraße 14 Flurstück: 030829-032-00030/009 Karte   | Wohn-/Wirtschaftsgebäude Kleiner gulfhausartiger Ziegelbau. Wohnteil mit einseitiger Kübbung und Giebelkamin. Wirtschaftsteil voll abgewalmt. Erbaut 2. Hälfte 19. Jahrhundert Einzeldenkmal gemäß § 3.2 NDSchG | 2. Hälfte 19. Jahrhundert   |                  | 45701000003      |
| BW | Herrenhaus (Gut Stiekelkamp)                | Hesel Gutsweg 1 Flurstück: 030829-004-00110/033 Karte          | Herrenhaus (Gut Stiekelkamp) Steinhaus. Eingeschossiger (ursprünglich wohl zweizoniger) Ziegelbau mit Kellerstube im Osten. Erbaut um 1600, Öffnungen wohl 18. Jahrhundert; Bedeutung: historisch, künstlerisch, wissenschaftlich; wesentliche Begründung: 1.06 geschichtliche Bedeutung aufgrund des Zeugnis- und Schauwertes durch beispielhafte Ausprägung eines Stils und / oder Gebäudetypus; Gruppe gemäß § 3.3 NDSchG; in Gruppe baulicher Anlagen: 457010Gr0001                                                                                    | um 1600                     |                  | 45701000004      |
| [[Vorlage:Bilderwunsch/code!/C:53.335758,7.576768!/D:Gulfhaus (Gut Stiekelkamp [Gulfhaus]), Gutsweg 1 Flurstück: 030829-004-00110/033!/\|BW]]      | Gulfhaus (Gut Stiekelkamp [Gulfhaus])       | Hesel Gutsweg 1 Flurstück: 030829-004-00110/033 Karte          | Gulfhaus (Gut Stiekelkamp [Gulfhaus]) 1 ⁄2- bis zweigeschossiger Wohnteil, südlich neuer Risalit. Öffnungen zum Teil mit Holzblockrahmen. Erbaut 1793; Mauerwerk des Wirtschaftsteils erneuert. Bedeutung: historisch, wissenschaftlich; wesentliche Begründung: 1.06 geschichtliche Bedeutung aufgrund des Zeugnis- und Schauwertes durch beispielhafte Ausprägung eines Stils und / oder Gebäudetypus; Gruppe gemäß § 3.3 NDSchG; in Gruppe baulicher Anlagen: 457010Gr0001                                                                              | 1793                        |                  | 45701000005      |
| BW | Backhaus (Gut Stiekelkamp)                  | Hesel Gutsweg 1 Flurstück: 030829-004-00110/033 Karte          | Backhaus (Gut Stiekelkamp); kleiner Ziegelbau unter Satteldach. Backofen im Innern erhalten. Datiert 1833. Bedeutung: historisch, wissenschaftlich; wesentliche Begründung: 1.06 geschichtliche Bedeutung aufgrund des Zeugnis- und Schauwertes durch beispielhafte Ausprägung eines Stils und / oder Gebäudetypus; Gruppe gemäß § 3.3 NDSchG; in Gruppe baulicher Anlagen: 457010Gr0001 | 1833                        |                  | 45701000006      |
| [[Vorlage:Bilderwunsch/code!/C:53.33557,7.577189!/D:Gartenanlage (Gutsgarten [Gut Stiekelkamp]), Gutsweg 1 Flurstück: 030829-004-00110/033!/\|BW]] | Gartenanlage (Gutsgarten [Gut Stiekelkamp]) | Hesel Gutsweg 1 Flurstück: 030829-004-00110/033 Karte          | Gartenanlage (Gutsgarten [Gut Stiekelkamp]) Landschaftsgarten aus der Zeit der Wende vom 18. zum 19. Jahrhundert unter Einbeziehung älteren Grabensystems mit prägnantem Baumbestand. Nutzungsgliederung und Erbbegräbnis. Bedeutung: historisch, städtebaulich; wesentliche Begründung: 1.01 geschichtliche Bedeutung im Rahmen von Ortsgeschichte; Gruppe gemäß § 3.3 NDSchG; in Gruppe baulicher Anlagen: 457010Gr0001 | um 1800                     |                  | 45701000023      |
| Gulfhaus (Gulfhaus) | Gulfhaus (Gulfhaus)                         | Hesel Kiefelder Straße 11 Flurstück: - Karte                   | Gulfhaus (Gulfhaus); kleines Kolonistenhaus mit ortstypischer Abwalmung der Giebel. Bauzeitliche Holz- und Gusseisenfenster, Gesamtgebäude nahezu unverändert erhalten. Bedeutung: historisch, wissenschaftlich; wesentliche Begründung: 1.09 geschichtliche Bedeutung aufgrund des Zeugnis- und Schauwertes für Siedlungs- und Stadtbaugeschichte; Einzeldenkmal gemäß § 3.2 NDSchG |                             |                  | 457010.00027     |
| Gulfhaus (Gulfhaus) | Gulfhaus (Gulfhaus)                         | Hesel Kirchstraße 1 Flurstück: 030829-028-00033/002 Karte      | Gulfhaus (Gulfhaus) eingeschossiger Wohnteil mit Drempel. Gliederung durch Lisenen und Gesimse. Originale Fenster und Türen erhalten. Um 1900. Bedeutung: historisch, wissenschaftlich; wesentliche Begründung: 1.06 geschichtliche Bedeutung aufgrund des Zeugnis- und Schauwertes durch beispielhafte Ausprägung eines Stils und / oder Gebäudetypus; Einzeldenkmal gemäß § 3.2 NDSchG | um 1900                     |                  | 457010.00009     |
| BW | Gulfhaus (Gulfhaus)                         | Hesel Knippelkamp 4 Flurstück: 030829-028-00354/059 Karte      | Gulfhaus (Gulfhaus) eingeschossiger Wohnteil mit Drempel. Gliederung durch Lisenen und Gesimse. Um 1910; Einzeldenkmal gemäß § 3.2 NDSchG | um 1910                     |                  | 45701000015      |
| Villa (Villa Popken) | Villa (Villa Popken)                        | Hesel Leeraner Straße 1 Flurstück: 030829-022-00019/093 Karte  | Villa (Villa Popken) mit: Einfriedung, Baumbestand; eingeschossiger Ziegelbau auf bewegtem Grundriss unter Mansard-Walmdach mit Ausbauten. Originale Fenster. Veranda-Anbau. Um 1915/1920. Hoher Baumbestand, schmiedeeiserne Pforte. Bedeutung: historisch, wissenschaftlich; wesentliche Begründung: 1.06 geschichtliche Bedeutung aufgrund des Zeugnis- und Schauwertes durch beispielhafte Ausprägung eines Stils und / oder Gebäudetypus: Einzeldenkmal gemäß § 3.2 NDSchG                                                                            | 1915/1920                   |                  | 457010.00013M001 |
| Gasthaus (Alte Posthalterei) | Gasthaus (Alte Posthalterei)                | Hesel Leeraner Straße 4 Flurstück: 030829-028-00026/018 Karte  | Gasthaus (Alte Posthalterei) eingeschossiger Ziegelbau mit Zwerchgiebel, rückwärtig mit schmaler Kübbung. Überwiegend alte Schiebefenster und Türen mit Holz-Blockrahmen. 1853. Einzeldenkmal gemäß § 3.2 NDSchG | 1853                        |                  | 45701000014      |
| Gulfhaus (Gulfhaus) | Gulfhaus (Gulfhaus)                         | Hesel Leeraner Straße 10 Flurstück: 030829-028-00035/002 Karte | Gulfhaus (Gulfhaus) Ziegelimitierender Kunststeinbau. Eingeschossiger Wohnteil mit Drempel. Gliederung durch Lisenen und Gesimse. Erbaut 1906. Einzeldenkmal gemäß § 3.2 NDSchG | 1906                        |                  | 45701000012      |
| BW | Gulfhaus (Gulfhaus)                         | Hesel Leeraner Straße 20 Flurstück: 030829-028-00049/004 Karte | Gulfhaus (Gulfhaus) Langgestreckter eingeschossiger Wohnteil, datiert 1844; etwas höherer Wirtschaftsteil, zum Teil reetgedeckt, erbaut um 1900. Einzeldenkmal gemäß § 3.2 NDSchG | 1844/um 1900                |                  | 45701000010      |
| BW | Wohnhaus (Arbeiterwohnhaus)                 | Hesel Leeraner Straße 32 Flurstück: 030829-024-00005/004 Karte | Wohnhaus (Arbeiterwohnhaus) Reihenhaus von 5 Wohneinheiten. Eingeschossiger Ziegelbau mit Traufgesims und Fensterverdachungen. Erbaut um 1900. Einzeldenkmal gemäß § 3.2 NDSchG | um 1900                     |                  | 45701000008      |
| BW | Gulfhaus (Gulfhaus)                         | Hesel Meedeweg 10 Flurstück: 030829-002-00021/001 Karte        | Gulfhaus (Gulfhaus) Kleiner, aber repräsentativer Ziegelbau mit sparsamen Gliederungen und eingefärbten Verfugungen. Im Wohnteil originale Türen, Fußböden und Treppen. Scheune weitgehend unverändert. 1935/1937. Bedeutung: historisch, wissenschaftlich; Einzeldenkmal gemäß § 3.2 NDSchG; in Gruppe baulicher Anlagen: 457010Gr0004 | 1935/1937                   |                  | 457010.00028     |
| BW | Nebengebäude (Koch-/Backhaus)               | Hesel Meedeweg 10 Flurstück: Karte                             | Nebengebäude (Koch-/Backhaus) 030829-030829-002-00021/001; kleiner Ziegelbau unter Satteldach in Falzziegeldeckung mit Kranzgesims in Ziegelziersetzung. Originales Rundbogenfenster mit Einfassung sowie Schornstein erhalten. 1935/1936 (siehe WWG); Bedeutung: historisch, wissenschaftlich; konstituierender Bestandteil einer Gruppe gemäß § 3.3 NDSchG; in Gruppe baulicher Anlagen: 457010Gr0004 | 1935/1936                   |                  | 457010.00029     |
| Gulfhaus (Forsthaus Barthe [Gulfhaus]) | Gulfhaus (Forsthaus Barthe [Gulfhaus])      | Hesel Zum Forsthaus 11 Flurstück: 030829-013-00037/010 Karte   | Gulfhaus (Forsthaus Barthe [Gulfhaus]) Teil eines ehemaligen Bummerts. Stattlicher eingeschossiger Wohnteil auf hohem Sockel mit Drempel. Profilierte Türrahmung. 1846. Einzeldenkmal gemäß § 3.2 NDSchG | 1846                        |                  | 45701000007      |

## Hesel (GMK)
| Bild | Bezeichnung    | Lage                                        | Beschreibung | Bauzeit | Eingetragen seit | Denkmal- nummer |
| ---- | -------------- | ------------------------------------------- | --- | ------- | ---------------- | --------------- |
|      | Kilometerstein | Hesel (GMK) L 24, km 3 Flurstück: 030829-ck | Kilometerstein Kleiner obeliskenartiger Monolith, mit quadratischem Querschnitt und sichtbarer Verjüngung zum kaum angedeuteten Zeltdach hin. Historische hann.- oldenburger Chaussee. Bedeutung: historisch; wesentliche Begründung: 1.12 geschichtliche Bedeutung aufgrund des Zeugnis- und Schauwertes für die übrige Geschichte der materiellen Kultur; Einzeldenkmal gemäß § 3.2 NDSchG |         |                  | 457010.00018    |

## Neuemoor
| Bild | Bezeichnung         | Lage                                                        | Beschreibung                                          | Bauzeit | Eingetragen seit | Denkmal- nummer |
| ---- | ------------------- | ----------------------------------------------------------- | ----------------------------------------------------- | ------- | ---------------- | --------------- |
|      | Gulfhaus (Gulfhaus) | Neuemoor Firreler Straße 51 Flurstück: 030830-003-00076/001 | Gulfhaus (Gulfhaus); Einzeldenkmal gemäß § 3.2 NDSchG |         | 8. November 1989 | 45701000026     |